# August von Stralenheim
Carl Wilhelm August Freiherr von Stralenheim (* 17. August 1777 in Imbshausen, heute ein Stadtteil von Northeim; † 19. Mai 1847 in Hannover) war Jurist, Staatsminister des Königreichs Hannover und Kurator der Georg-August-Universität in Göttingen.

## Leben
Stralenheim entstammte dem schwedisch-deutschen Adelsgeschlecht Stralenheim (schwedischer Freiherrenstand 1696). Sein Vater war der Oberforstmeister Adolf Freiherr von Stralenheim. August von Stralenheim studierte von 1792 bis 1795 Rechtswissenschaften in Göttingen und wurde 1796 Auditor bei der Justizkanzlei Hannover und schon 1799 Hof- und Kanzleirat in Hannover. Von 1805 bis 1813 war er Richter (Oberappellationsrat) am Oberappellationsgericht in Celle, nach Wahl durch die Verdensche Landschaft. Mit der Wiederherstellung des Königreichs Hannover 1813 wurde Stralenheim als Kommissar nach Osnabrück gesandt, um das neu erworbene Gebiet in Besitz zu nehmen und zu organisieren. 1817 erfolgte die Ernennung zum Direktor der Justizkanzlei in Göttingen. Schon 1819 ging er zurück an das Oberappellationsgericht und wurde dessen Vizepräsident, 1820 Präsident. Nach dem Tode des Ministers Claus von der Decken wurde Stralenheim 1828 Staats- und Kabinettsminister für die beiden Ressorts der Justiz und des Kultus sowie Kurator der Universität Göttingen (letzteres bis 1838 zusammen mit Karl Friedrich von Arnswaldt). Diese Ämter übte er bis zu seinem Tode 1847 aus. Der Schwerpunkt seiner Arbeit als Minister lag in der Unterrichtsverwaltung. Auf dem Gebiet der Justizverwaltung konnte Stralenheim keine nachhaltige Wirkung erzielen.
Seit 1818 war er Ehrendoktor der Juristischen Fakultät in Göttingen und seit 1830 Mitglied der Societät der Wissenschaften in Göttingen.

## Ehrungen
Die Stadt Göttingen verlieh Strahlenheim am 17. September 1837 die Ehrenbürgerschaft. Er war die elfte Person, der diese Ehre zuteilwurde.